# John-David F. Bartoe
John–David Francis Bartoe (* 17. listopadu 1944, Abington, Pensylvánie, USA) je americký astrofyzik. Byl v pořadí 178. kosmonautem Země, který absolvoval let raketoplánem Challenger v roce 1985.

## Život
Vysokoškolské vzdělání získal na Georgetown University a Lehigh University. V týmu astronautů byl od roku 1978. V září 2007, tedy 22 let po svém letu, se zúčastnil XX. kongresu ASE (Asociace kosmických cestovatelů) ve skotském Edinburghu. V současnosti je manažerem ISS Johnson Space Center americké NASA.
Bartoe je ženatý a má tři děti.

## Let do vesmíru
V létě roku 1985 odstartoval z mysu Canaveral na Floridě raketoplán Challenger ke svému osmému letu. Na palubě byla tato posádka: Charles Fullerton, Roy Bridges, Karl Henize, Franklin Musgrave, Anthony England, Loren Acton a jedenačtyřicetiletý dr. John-David F. Bartoe. Sebou měli mj. Spacelab. I přes řadu technických problémů byl plán experimentů splněn a sedmidenní mise byla úspěšně zakončena přistáním na základně Edwards v Kalifornii.
- STS-51-F Challenger start 29. července 1985 – přistání 6. srpna 1985.